# Корчинский, Михаил Агафонович
Корчинский Михаил Агафонович (укр. Корчинський, польск. Korcziński), (род. 15 марта 1885, Залучье-Надкордонне, Каменецкий уезд, Подольская губерния - 7 октября 1937, Львов) - представитель родов герба «Сас», адвокат, политический и общественный деятель, Государственный секретарь Совета народных министров УНР суток Директории.

## Биография
Родился 15 марта 1885 в многодетной (всего восемь детей) семье священника.
Отец Агафон Корчинский - к 1890 году настоятель Свято-Михайловской церкви в селе Залучье-Надкордонне

### Образование
Окончил Приворотское духовное училище (1893-1898), после которого учился в Подольской духовной семинарии (1898-1902; отчислен за политическую деятельность).
1904 успешно сдал экзамены в Златопольской мужской гимназии и 28 июня получил свидетельство за семь классов гимназии, что, вероятно, его впечатлило подготовиться и в следующем году составить тут же экзамен зрелости как постороннее лицо (аттестат № 857).
1905 поступил на юридический факультет Киевского университета. Вследствие преследования за участие в студенческих политических акциях переехал в Петербург, где в 1910 завершил обучение на юридическом факультете Санкт-Петербургского университета.

### Трудовая и политическая деятельность
1911 вступил в состав петербургской присяжной адвокатуры: помощник присяжного поверенного, от 1916 года - присяжный поверенный. В 1908-1917 годах - деятельный член Украинской колонии в Петербурге, председатель Молодого ТУПу (Общества украинских прогрессистов) и Украинского общественного клуба. 1917 года - при Временном правительстве заместитель губернского комиссара Буковины.
1917 - член Центрального Совета от Украинской партии социалистов-федералистов.
1919 года - государственный секретарь в кабинете Сергея Остапенко, председатель Украинского Национального Совета в Каменце-Подольском.
В ноябре 1919 года в Каменец-Подольском вошел в созданной Иваном Огиенко Совета Главноуполномоченного Правительства УНР, однако отказался от предложения стать товарищем (заместителем) Главноуполномоченного. 1920 года - инициатор и член Совета Республики в Тарнове.
Работал адвокатом в Каменце-Струмиловой.
С 1922 года - правний советник в ревизионной Союзе Украинской Кооператив во Львове, профессор и член куратории Высших Школ во Львове, член НОШ.
Публиковал статьи и разведки в кооперативной и общей украинской прессе. Автор монографии «Кооперативное право» (Львов, 1935).

### Последние годы жизни
Умер 7 октября 1937 во Львове. Похоронен на Лычаковском кладбище (по книге регистрации захоронений - поле № 21, могила № 112). В связи с тем, что семья Михаила Агафонович Корчинского была вынуждена в 1944 году уехать из Львова, могила не сохранилась. Сейчас на месте захоронения средствами дирекции музея «Лычаковское кладбище» установлен памятный знак.